# Wogura
wogura（をぐら）は日本のイラストレーターである。岐阜県出身。VOCALOIDを使用した楽曲のイラストや、ライトノベル等のイラストを手がける。商業デビューは2010年の萌えるiPhone読本掲載のカラーイラスト。鮮やかな色彩とかわいらしいキャラクターという作風ながら、恐ろしげな要素の含まれる作品に起用されることが多く、そのギャップが話題となった。DIYを題材にした学園もの『スクール×ツクール』（原作：田岡りき）にて漫画家としても活動している。

## 主なイラスト作品

### 動画
- こちら、幸福安心委員会です。（うたたP作曲・編曲、鳥居羊作詞）
- 永遠に幸せになる方法、見つけました。（うたたP作曲・編曲、鳥居羊作詞）
- 一途な片思い、実らせたい小さな幸せ。（うたたP作曲・編曲、鳥居羊作詞）
- 夢じゃない、嘘じゃない、目の前にある幸せな情景。（うたたP作曲・編曲、鳥居羊作詞）
- 幸せになれる隠しコマンドがあるらしい（うたたP作曲・編曲、鳥居羊作詞）
- ホップ!ステップ!即死!シアワセダンスデストラップ（うたたP作曲・編曲、鳥居羊作詞）
- マジでぉこだょ?ァたし間違ってなぃ（うたたP作曲・編曲、鳥居羊作詞）
- 嬉しい、楽しい、幸せカーニバル。（うたたP作曲・編曲、鳥居羊作詞）

### 挿絵
- こちら、幸福安心委員会です。（うたたP原作、鳥居羊著、PHP研究所）
- 一途な片思い、実らせたい小さな幸せ。（うたたP原作、鳥居羊著、星海社FICTIONS）
- リアル鬼ごっこ（山田悠介著、小学館ジュニア文庫）
- 奥様は惨殺少女（神波裕太原作・著、メディアファクトリー）
- 永遠に幸せになる方法、見つけました…が。〜わたしたちはゼツボウのゆめを見る〜（うたたP･鳥居羊原作、鳥居羊著、角川書店）
- いらん子クエスト（兎月竜之介著、ダッシュエックス文庫、集英社）
- ニホンブンレツ（山田悠介著、小学館ジュニア文庫）
- カラダ探し（ウェルザード著、双葉社ジュニア文庫）

### CD
- みんな幸せにな～れ! / うたたP feat.初音ミク、MAYU、結月ゆかり（エグジットチューンズ）

### ゲーム
- CHUNITHM（セガ・インタラクティブ）棚町ケンゴ・東雲彰　キャラクターデザイン

### 画集
- Happiness wogura artworks（アスキー・メディアワークス）

### 漫画
- スクール×ツクール（田岡りき原作、『ゲッサン』連載、ゲッサン少年サンデーコミックス、全5巻）
  1. 2019年10月発売、ISBN 978-4-09-129471-5
  2. 2020年05月発売、ISBN 978-4-09-850124-3
  3. 2021年01月発売、ISBN 978-4-09-850376-6
  4. 2021年06月発売、ISBN 978-4-09-850603-3
  5. 2021年12月発売、ISBN 978-4-09-850822-8